# Eulophinusia eja
Eulophinusia eja är en stekelart som först beskrevs av Girault 1921.  Eulophinusia eja ingår i släktet Eulophinusia och familjen finglanssteklar. Inga underarter finns listade i Catalogue of Life.